# Verdrag van Bonn (921)
Het Verdrag van Bonn, dat zichzelf als een "vriendschapsverdrag" (unanimitatis pactum et societatis amicitia) omschreef, was een op 7 november 921 getekend verdrag tussen Karel de Eenvoudige en Hendrik de Vogelaar in een minimalistische ceremonie aan boord van een schip in het midden van de Rijn, niet ver van Bonn. Het gebruik van het midden van de rivier, die de grens vormde tussen beide koninkrijken, als neutraal gebied kende vele Karolingische precedenten en het gebruik van rivieren als neutraal gebied was ook in al in gebruik tijdens de klassieke oudheid en in het Angelsaksisch Engeland van die tijd.
Het verdrag, dat "meer dan de meeste van dergelijke amicitiae, ontegenzeglijk bilateraal, wederkerig en rechtvaardig was", erkende de grens van beide rijken en de autoriteit van hun respectievelijke koningen. Het bevestigde de legitimiteit van Hendrik zijn verkiezing door de Duitse keurvorsten en van Karel zijn heerschappij over Lotharingen door de verkiezing van haar magnaten onder leiding van Reinier I van Henegouwen. In het verdrag wordt Hendrik rex Francorum orientalium (koning der Oost-Franken) en Karel rex Francorum occidentalium (koning der West-Franken) ter erkenning van het feit dat het een onderdeel had uitgemaakt van het voormalige Frankische Rijk. Karel en zijn bisschoppen en graven tekenden als eersten, dit omdat hij al langer koning was én van Karolingische afkomst was.
Het verdrag was zonder gevolg. In januari of begin februari 923 sloot Hendrik een "vriendschapsverdrag" (amicitia) met de usurpator Robert van Bourgondië tegen Karel de Eenvoudige, die daarop een gezant naar Hendrik stuurde met de relikwie van de hand van Dionysius de Areopagiet (of Dionysius van Parijs), met goud bekleed en met edelstenen bedekt, die hier volgens Widukind van Corvey de volgende woorden aan toevoegde: "En hij heeft dit laten sturen naar u als teken van geloof en waarheidsliefde." "Jij zult dit houden als bewijs van een voortdurend verbond en plaatsvervangend voor liefde." Karel wou hiermee waarschijnlijk Hendrik doen herinneren aan de bepalingen van het verdrag van Bonn en hem losweken van Robert. In juni 923 werd Karel gevangengenomen tijdens de Slag bij Soissons en verloor zijn koninkrijk. Tegen 925 had Hendrik reeds Lotharingen geannexeerd.

## Edities
De vroegste editie van het verdrag van Bonn werd uitgegeven door Heribert Rosweyde, gevolgd door een andere van Jacques Sirmond (1623). Later werd het, voor de reeks Monumenta Germaniae Historica, uitgegeven door Georg Pertz, maar de definitieve editie werd pas later uitgegeven in diezelfde reeks:
- L. Weiland (ed.), Constitutiones et acta publica imperatorum et regum inde ab anno DCCCXI usque ad annum MCXCVII (911–1197) (MGH LL. Constitutiones 1), Hanover, 1893, pp. 1 – 2, nr. 1.